# Несостоявшееся французское вторжение в Великобританию (1744)
Несостоявшееся вторжение в Великобританию было запланировано Францией в 1744 году вскоре после начала войны между двумя государствами в рамках войны за австрийское наследство. Крупная армия вторжения была готова переправиться через море из Дюнкерка в феврале 1744 года, чему помешали только жестокие штормы. Это заставило французские власти отменить операцию и разместить сконцентрированные силы на других участках войны, но сам проект сыграл важную роль в организации аналогичного вторжения в канун Семилетней войны в 1759 году, которое также не состоялось.

## Предыстория
С 1739 года Великобритания находилась в состоянии войны с Испанией, но, несмотря на широко распространенные ожидания, Франция не вступила в войну на стороне союзной страны, с которой через правящую династию также была связана узами родства. Спорадические боевые действия на американском континенте зашли в тупик. В континентальной Европе разразилась война за австрийское наследство, в которой Великобритания и Испания также были на противоположных сторонах и в которой Франция изначально оставалась нейтральной. Многим в обеих странах было ясно, что война между ними не за горами, и британцев особенно встревожили обширные укрепления во французском порту Дюнкерк.
Британские и французские войска уже сражались в Европе, например у Деттингене, и к концу 1743 года обе страны находились в состоянии фактической войны. В январе 1744 года французский король Людовик XV официально объявил войну Великобритании. Его министры были убеждены, что против Британии необходим сильный, немедленный удар, и начали выступать за вторжение на Британские острова. Британские финансовые субсидии были необходимы для поддержания её континентальных союзников в лице Австрии, Ганновера и Голландской республики. Франция верила, что, вторгнувшись в Британию и выбив её из войны, они смогут проложить путь к легкой победе над своими врагами на востоке. Подготовка к вторжению продолжалась в течение некоторого времени до объявления войны, и государственный секретарь по делам военно-морского флота Жан Морепа подробно рассказал своему доверенному и весьма компетентному первому комиссару Жозефу Пеллерину о подготовке. Под руководством Пеллерена в северных портах было построено и снабжено продовольствием множество плоскодонных военных кораблей, план был одобрен самим королём.

## Подготовка
Французы планировали привести к власти якобита Джеймса Стюарта в Лондоне в качестве короля Джеймса III. Он положил бы конец участию Великобритании в войне и превратил бы Британию в клиентское государство Франции. Англо-австрийский союз будет расторгнут, как и союз Великобритании с Голландией. Это перевернуло бы прежде успешную политику Великобритании по созданию на континенте против Франции великих союзов через военную и финансовую поддержку.
Джеймс, живший в изгнании во французском дворце в Париже, был осведомлен об этих планах. Надежды на помощь сос тороны сторонников свергнутой династии в британском флоте и армии часто оказывались слишком оптимистичными: указанные убёждёнными яккобитами офицеры часто либо не существовали, или уже умерли. Под командованием Морица Саксонского в Дюнкерке было собрано войско в 6 — 15 тыс. человек. Британия ожидала французского вторжения ещё с 1740 года, когда была угроза вторжения, но страна с опаской относилась к концепции постоянных армий и имела ограниченные регулярные силы для защиты Великобритании.
Французы планировали высадиться в Мэлдоне, Эссексе. Эскадра под командованием Рока должна была отплыть из Бреста, проверяя, чтобы канал между Дюнкерком и английским побережьем был свободен от британского флота. Затем войскам вторжения в Дюнкерке будет отправлено сообщение о возможности продвижения на остров. Британские агенты в Риме и Париже получили известие об этих приготовлениях, и были предприняты шаги для подготовки. Из 10 тыс. солдат в Великобритании 7 тыс. были развернуты для защиты Лондона и Юго-Восточной Англии.

## Попытка вторжения
Эскадра прикрытия под командованием Рокфея вышла из Бреста 26 января. Французы допустили ошибку, полагая, что более крупный британский флот Норриса находился в Портсмуте, в то время как на самом деле он находился в Даунсе. Когда Рокфей прибыл из Дангенесса 27 февраля, он заметил флот Норриса и поспешно отступил. Норрис преследовал его, но внезапно налетел сильный шторм, чем спас французов от полного уничтожения.
Основной флот вторжения отплыл за несколько дней до этого, состоя в основном из транспортных судов. Эта экспедиция вскоре попала в жестокий шторм. Было потоплено двенадцать французских транспортных судов, семь из которых пошли ко дну со всем экипажем.Остальные были серьёзно повреждены и возвратились обратно в Дюнкерк. Неделю спустя сильно потрепанный штормами французский флот прибыл в Брест. Британские корабли смогли быстро зайти в близлежащие гавани и избежали сильнейших повреждений во время штормов. Французское правительство не видело никакой непосредственной перспективы для второй попытки. Войска Морица Саксонского были выведены из состава экспедиции и отправились во Фландрию, чтобы сражаться с голландцами и ганноверцами. После ужасов морского путешествия многие были рады вернуться к тболее традиционной форме военной службы.

## Последствия
В следующем году Франция высадила гораздо меньшие силы в северной Шотландии, чтобы поддержать восстание якобитов, возглавляемое Карлом Стюартом. Когда Стюарт добрался до Дерби, Франция согласилась направить для его поддержки гораздо большие силы, но к моменту окончания подготовки экспедиция якобиты отступили в Шотландию. Восстание закончилось битвой при Каллодене в 1746 году, после чего планы французского вторжения были отложены до конца войны.
В 1759 году герцог де Шуазёль увлекся идеей одного удара, чтобы вывести Великобританию из Семилетней войны. Его план состоял в том, чтобы быстро перебросить силы вторжения из Гавра в Портсмут без защиты флота. В конечном счете эта попытка провалилась, как и дальнейшие запланированные французами вторжения в 1779 и 1804 годах.